# Walperstetten

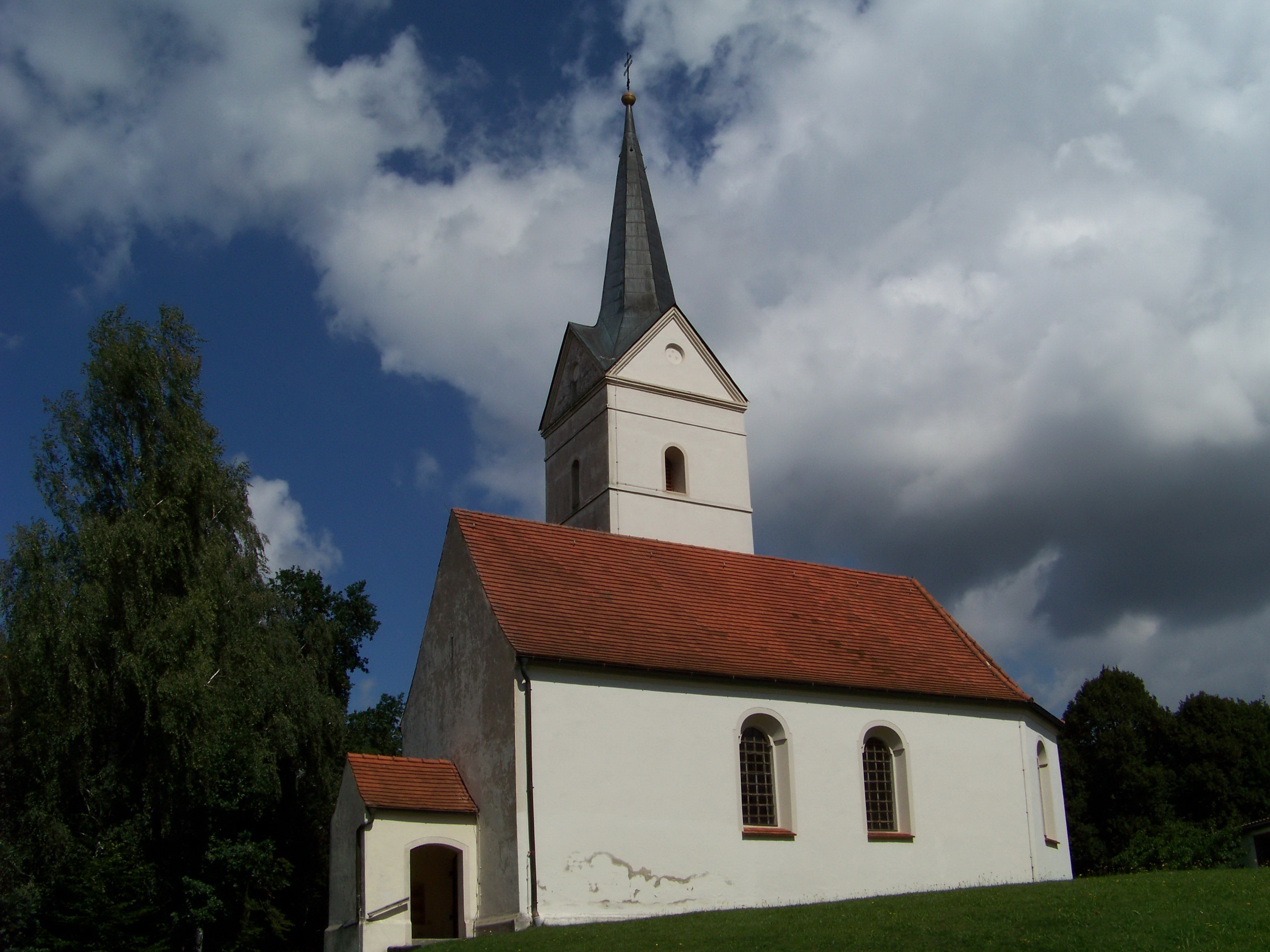
Die Filialkirche St. Magdalena

Walperstetten ist ein Gemeindeteil der Gemeinde Niederviehbach im niederbayerischen Landkreis Dingolfing-Landau.

## Lage
Der Weiler Walperstetten liegt im Isar-Inn-Hügelland etwa fünf Kilometer südlich von Niederviehbach am Walperstettener Bach. Östlich davon befindet sich das Naturschutzgebiet Walperstettener Quellmoor.

## Geschichte
Walperstetten unterstand im Mittelalter der Herrschaft Teisbach. 1752 bestand es aus sieben Anwesen und gehörte zur Obmannschaft sowie zum Amt Kirchberg des Landgerichts Teisbach. Nach der Gemeindebildung 1818/1812 war der Ort ein Teil der Gemeinde Oberviehbach und wurde mit dieser im Zuge der Gebietsreform am 1. April 1971 in die Gemeinde Niederviehbach eingegliedert. 1987 hatte Walperstetten 36 Einwohner.

## Sehenswürdigkeiten
- Filialkirche St. Magdalena. Die im Kern gotische Saalkirche wurde barock ausgebaut.